# تیبور آندراسفی
تیبور آندراسفی (مجاری: Tibor Andrásfi؛ زادهٔ ۱۰ دسامبر ۱۹۹۹) شمشیرباز اهل مجارستان است.